# Хелмські дурні та їхня історія
«Хелмські дурні та їхня історія» — гумористична книга Ісаака Башевіса Зінгера про вигадане місто Хелм, населене наївними хелмськими мудрецями.
Воно було опубліковано на їдиші, підписане псевдонімом Д. Сігал, у 1966 році та було розвитком його попереднього оповідання «Політична економія Хелма», опублікованого у газеті «Форвертс» 10 березня 1966 року. Його було перекладено англійською мовою в 1973 році автором та Елізабет Шуб, ілюстрував Урі Шулевіц.
Книга була видана як дитяча література. Це легка книга для читання, по суті серія жартів у стилі фарсу, хоча повне розуміння гумору в ній вимагає значних знань єврейської історії, культури та релігії, а також загальних політичних питань.

## Сюжет
Зміст:
- «Як виник Хелм»
- «Хто ворог?»
- «Війна»
- «Повстання»
- «Хелм без грошей»
- «Правління Фейтеля»
- «Майбутнє світле»

«Як виник Хелм» — це коротка історія Хелма, пародія на Книгу Буття та традицію пілпула в суперечках про походження Хелма. Зрештою, Челмери навчаються читати й писати, створюють слово «криза» та раптом розуміють свій жалюгідний стан. Р. Барбара Гітенштейн розглядає це як пародію на історію з Книги Буття: джерелом усього зла є дерево пізнання.
Мудреці Хелма на чолі з Гронамом Оксом збираються, щоб з'ясувати, як впоратися з кризою, і висувають низку дурних пропозицій, таких як позбутися слова «криза» або оподатковувати лише бідних, що завершується пропозицією розпочати війну, яка отримує схвалення. Війну програно, бо хелмерці помилково вторгаються не в те місто: замість сусіднього Горшкова, вони йдуть до Мазельборщу, де відбувається весілля, і мазельборщці, роздратовані цим безладом, побивають хелмерців. Як то кажуть, «за програною війною рано чи пізно настає революція, саме так сталося в Хелмі».
Решта оповіді — це послідовність спроб Челмера боротися з бідністю, які є пародіями на різні соціалістичні та комуністичні ідеї, і жодна з них не спрацювала.
В кінці книги Гронам Окс каже: «Ми не хочемо завойовувати світ, але наша мудрість все одно поширюється по всьому ньому. Майбутнє світле. Цілком можливо, що колись увесь світ стане одним великим Хелмом» — пародія на ідею перемоги комунізму.
Рут фон Бернут зазначає, що вищесказане відображає скептицизм авторки щодо утопічних суспільств.
Останні слова Громала Волха перегукуються зі словами в кінці оповідання іншого співака «Коли Шлеміель поїхав до Варшави» (хоча й описують іншу ситуацію):
Усі дороги ведуть до Хелма
Весь світ — один великий Хелм.